# حيلوني

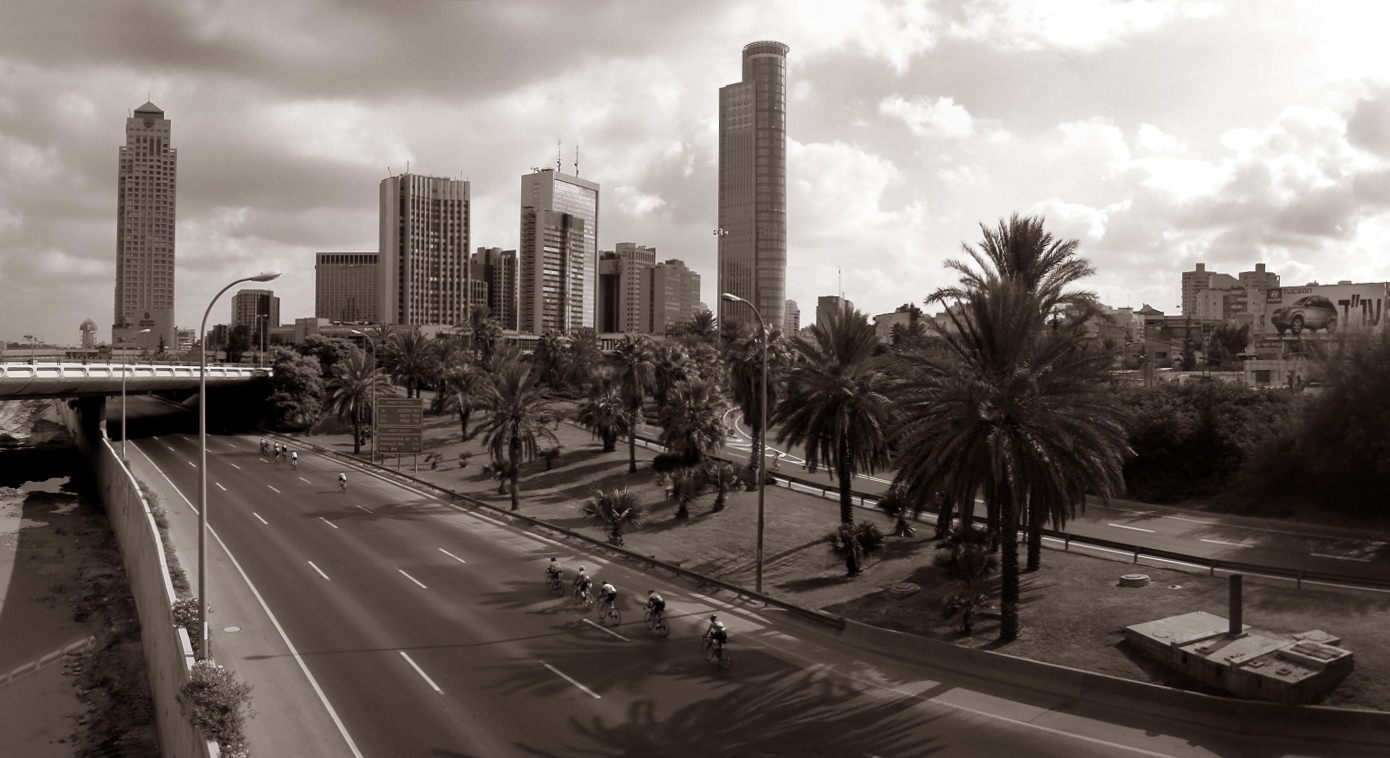
راكبو دراجات يقودون دراجاتهم على طريق أيالون السريع بتل أبيب في يوم كيبور (عيد الغفران).

إن مصطلح حيلوني ، وجمعه حيلونيم مُشتَق من (اللغة العبرية: חילוני) ومعناها «علماني» أو «دنيوي»، ويُستخدَم في إسرائيل للإشارة إلى اليهود غير المتدينين.
وكمواطنين إسرائيليين، يتحدث الحيلونيم العبرية. وبما أن إسرائيل دولة يهودية، يحتفل الكثير من الحيلونيم بالأعياد والعادات القومية، مثل يوم استقلال إسرائيل ويوم ذكرى المحرقة النازية.

## تاريخ العلمانية في إسرائيل
تأسس مفهوم الصهيونية السياسية المعاصرة في حد ذاته بشكل أساسي على القيم والمعتقدات العلمانية. فكان ثيودور هرتزل، مؤسس الحركة الصهيونية المعاصرة، أحد يهود النمسا الذين استوعبهم مجتمعهم. وفي البداية، كان أغلب المهاجرين إلى فلسطين من اليهود الأرثوذكس الذين رجع السبب في هجرتهم تلك إلى قدسية الأرض ورغبتهم في أن يُدفَنوا في القدس (إذ كانوا يؤمنون بأن المسيح سوف يبعث المدفونين في القدس أولاً قبل بقية العالم). ومع ارتكاب المذابح العديدة في جميع أرجاء أوروبا الشرقية ضد اليهود، غادر الكثير من اليهود أوطانهم الأصلية سعيًا وراء الأمن وحرية الديانة - إلى جانب مَن يناصرون الصهيونية بقوة - ليستقروا في وطنهم البديل بأرض إسرائيل الوليدة. وفي الموجة الأولى (1882–1903) من العليا الصهيونية، وفي العليا الثانية (1904–1914) على وجه الخصوص، زاد عدد السكان اليهود في فلسطين العثمانية بشكل كبير، والذين كان أغلبهم من اليهود العلمانيين أو غير التقليديين. وأسس أولئك المهاجرون مدنًا، مثل تل أبيب، وأقاموا الكيبوتسات التي استندت إلى أفكار الاشتراكية ولم ترتبط بالضرورة باليهودية كديانة أو مجموعة من القيم. ومع زيادة عدد المهاجرين الجدد، زادت نسبة اليهود العلمانيين في إسرائيل. وإلى أن تأسست دولة إسرائيل، وأثناء ذلك، كان عدد اليهود المتدينين قليلاً نسبيًا.
وفي عام 1987، أشارت التقديرات إلى أن نسبة اليهود العلمانيين في إسرائيل تبلغ 45%، و«التقليديين» 35% (غير ملتزمين، وإنما أغلبهم من السفارديين)، و 15% من متبعي اليهودية الأرثوذكسية الحديثة (أرثوذكس)، و5% من الحريديم (أرثوذكس أصوليين).

## الخلاف مع اليهود الملتزمين (أو الأكثر تمسكًا بالتقاليد)
ثمة خلافات عديدة بين الحيلونيم والمتدينين في إسرائيل، خاصة الحريديم. وترجع هذه الخلافات إلى عدم رغبة الحريديم في الانضمام إلى الجيش الإسرائيلي، والجماعات الحريدية التي تعارض دولة إسرائيل، ودعم جماعات الضغط الحريدية لتحريم لحم الخنزير في إسرائيل، والإغلاق الإلزامي لجميع المتاجر أيام السبت.